# El impostor (película argentina de 1997)
El impostor es una película argentina de comedia dramática de 1997 dirigida por Alejandro Maci inicialmente escrita por María Luisa Bemberg, según el cuento El impostor de Silvina Ocampo  y en colaboración con Ricardo Piglia y Jorge Goldenberg. Es protagonizada por Antonio Birabent, Walter Quiroz, Belén Blanco y Norman Briski. Fue filmada parcialmente a lo largo de unos cinco meses en la estancia La Rica ubicada a 10 kilómetros de Chivilcoy. Se estrenó el 22 de mayo de 1997.
El impostor se incluyó en el volumen Autobiografía de Irene, uno de los primeros publicados de la autora.

## Sinopsis
Preocupados por un joven que se ha aislado en el campo de sus padres en la desolación pampeana, sus padres envían a un muchacho, de su misma edad con la excusa de estudiar los pájaros de la región. 

## Reparto
- Antonio Birabent
- Walter Quiroz
- Belén Blanco
- Norman Briski
- Mónica Galán
- Marilú Marini
- Beatriz Matar
- Erasmo Olivera
- Eduardo Pavlovsky
- Carlos Roffe

## Producción
El productor Oscar Kramer señaló que tanto Nicola Piovani (el italiano que fue el último músico de Federico Fellini) como el laureado fotógrafo argentino radicado en París Ricardo Aronovich aceptaron participar del film, desinteresándose del monto de la retribución que percibirían.
El proyecto había sido iniciado por María Luisa Bemberg, que cuando Rosita Zemborain, sobrina de Silvina Ocampo, le acercó el cuento se entusiasmó con aydar a revelar a esa escritora injustamente postergada y al saber que por una enfermedad terminal no podría concretarlo eligió a Alejandro Maci para hacerse cargo del mismo.
El director Alejandro Maci, un egresado de la Facultad de Filosofía y Letras y enamorado del cine, se había acercado a Bemberg cuando ella empezaba a preparar Yo, la peor de todas, se convirtió en  segundo asistente en ese filme y primer asistente en De eso no se habla.
Los participantes contaron que en una toma del film se advierte una jarra de naranjas estratégicamente ubicada que es un recurso para lucimiento del director de fotografía, Ricardo Aronovich, quien se empecinó en que las naranjas se exprimieran con cuchara y Birabent remató la anécdota: "Hubo que aceptarlo porque se trata de un cuento fantástico".

## Comentarios
Eduardo Rojas en la revista La Vereda de Enfrente escribió:

«El Impostor, según Ocampo, es el territorio del sueño, nunca se sabrá la verdad, nunca habrá un lugar seguro para el lector…esa alternativa, la volátil felicidad de la lectura, es lo que tiene la creación artística de aventura…Maci filmó una versión del doble al adaptar el original deSilvina Ocampo. Pero su “otro yo” procede al revés: es paradójicamente, una impostura de signo distinto al del título, un doble que anula y empobrece el original…la película no ofrece riesgos, sino certezas.»

Luis Cruz en EnterArte opinó:

«Se sospecha que detrás de lo visto hubo en algún momento del proceso creativo del filme, una historia interesante, conteniendo misteriosas pasiones reprimidas, tensiones que los actores expresan como pueden…dejando lo “sensual y prohibido” para otra oportunidad.»

Lucila Nirenstein en Sin Cortes  dijo:

«La primera hora es verdaderamente tediosa. La obra se nota irresoluta….solamente resulta soportable por la magnífica tarea del camarógrafo»

Manrupe y Portela escriben:

«Adaptación morosa…y el regreso al país de Ricardo Aronovich con una excelente fotografía.»

## Premios y nominaciones
Asociación de Cronistas Cinematográficos de la Argentina, Premios Cóndor de Plata 1998
- Nominada al Premio a la Mejor Ópera Prima
- María Luisa Bemberg, Jorge Goldenberg y

Alejandro Maci nominados al Premio al Mejor Guion Adaptado.
- Ricardo Aronovich nominado al Premio a la Mejor Fotografía.
- Nicola Piovani nominado al Premio a la Mejor Música.
- Emilio Basaldua nominado al Premio a la Mejor Dirección Artística/Escenografía

Festival de Cine de La Habana 1997.
- Emilio Basaldúa ganador del Premio a la Mejor Dirección de Arte.
- Ricardo Aronovich, ganador del Premio a la Mejor Fotografía
- Alejandro Maci, ganador del segundo Premio Gran Coral.